# Zoreane, Vinkivți
Zoreane (în ucraineană Зоряне) este o comună în raionul Vinkivți, regiunea Hmelnîțkîi, Ucraina, formată numai din satul de reședință.

## Demografie
Componența lingvistică a comunei Zoreane
     Ucraineană (98,59%)
     Rusă (1,13%)
     Alte limbi (0,14%)
Conform recensământului din 2001, majoritatea populației comunei Zoreane era vorbitoare de ucraineană (98,59%), existând în minoritate și vorbitori de rusă (1,13%).